# Tiroler Urkundenbuch
Il Tiroler Urkundenbuch (abbreviazione bibliografica TUB; in italiano: Codice diplomatico tirolese) è un progetto editoriale, transfrontaliero tra l'Austria e l'Italia, attivo nel campo della storia del Tirolo storico altomedievale, il quale persegue la pubblicazione esaustiva dell'intero corpus diplomatico e documentario che spazia dall'alto al basso medioevo, custodito nei vari archivi e biblioteche sia della regione stessa sia nei ambiti nazionali e internazionali, geograficamente relativo alle odierne Province di Bolzano, Trento e al Bundesland Tirol (approssimativamente l'Euregio Tirolo-Alto Adige-Trentino).

## Storia delle pubblicazioni
Era alla fine dell'Ottocento che il Museo provinciale Ferdinandeum di Innsbruck propugnava la pubblicazione di un diplomatario territoriale che si riferisse alla Contea del Tirolo, secondo i dettami del metodo storico-critico ed ecdotico e sul modello delle Monumenta Germaniae Historica.
Causa anche la prima guerra mondiale e la dissoluzione dell'Impero austro-ungarico nonché l'annessione del Sudtirolo e del Trentino all'Italia nel 1919, la raccolta a stampa conobbe il suo esordio solo nel 1937, con l'edizione del primo volume della prima serie dell'opera. Il progetto è poi proseguito fino al 1957, anno in cui si è arrestato, dopo la stampa del terzo volume della stessa serie. L'intervallo cronologico coperto dai primi tre volumi partiva dall'VIII secolo e giungeva fino al 1253, l'anno nel quale si estinsero, con Alberto III, i primi conti del Tirolo. Il lavoro editoriale era a cura dello storico Franz Huter, che si poteva basare anche sugli intensi lavori preparatori di Hans von Voltelini e Richard Heuberger.
La ripresa delle pubblicazione, con la sua sezione seconda, è avvenuta più di mezzo secolo dopo, negli anni dal 2009 al 2012, di nuovo a cura del Landesmuseum Ferdinandeum e alla firma degli storici Martin Bitschnau e Hannes Obermair. Essi seguirono nuove strade metodologiche, discostando il loro lavoro dall'impronta patriottica che aveva a tratti distinto la prima sezione dell'opera, mettendo invece in luce, anche in studi collaterali all'edizione stessa, gli aspetti di acculturazione e di mediazione delle tipologie e dei linguaggi tra il mondo germanico e quello romanico che contraddistinsero la produzione documentaria della zona centrale delle Alpi.

## Volumi e caratteristiche
I volumi del TUB sinora pubblicati formano due sezioni o serie distinte. La prima è relativa alle aree che in età medioevale formarono l'estensione territoriale delle diocesi di Trento e di Coira, ovvero le zone di Merano e Bolzano, della Val Venosta, del Burgraviato e dell'alto tratto della Val d'Adige. La seconda, più settentrionale, comprende i distretti ecclesiastici medioevali delle diocesi di Sabiona, poi di Bressanone e dell'arcidiocesi di Salisburgo (nella sua parte tirolese), ovvero la Val Pusteria, la Val d'Isarco, la Wipptal e la Valle dell'Inn. Una particolarità del materiale documentale delle aree indicate consiste nella compresenza di variegate tipologie diplomatiche, quali le notitiae traditionum, lo strumento notarile e il documento con sigillo.
- I serie (Abteilung I), a cura di Franz Huter: 
  - Tiroler Urkundenbuch. Die Urkunden zur Geschichte des deutschen Etschlandes und des Vintschgaus, vol. I-1, Bis zum Jahre 1200, Innsbruck, Universitätsverlag Wagner, 1939
  - Tiroler Urkundenbuch. Die Urkunden zur Geschichte des deutschen Etschlandes und des Vintschgaus, vol. I-2, 1200-1230, Innsbruck, Universitätsverlag Wagner, 1949
  - Tiroler Urkundenbuch. Die Urkunden zur Geschichte des deutschen Etschlandes und des Vintschgaus, vol. I-3, 1231-1253, Innsbruck, Universitätsverlag Wagner, 1957
- II serie (Abteilung II), a cura di Martin Bitschnau e Hannes Obermair:
  - Tiroler Urkundenbuch. Die Urkunden zur Geschichte des Inn-, Eisack- und Pustertals, vol. II-1, Bis zum Jahr 1140, Innsbruck, Universitätsverlag Wagner, 2009. ISBN 978-3-7030-0469-8
  - Tiroler Urkundenbuch. Die Urkunden zur Geschichte des Inn-, Eisack- und Pustertals, vol. II-2, 1140-1200, Innsbruck, Universitätsverlag Wagner, 2012. ISBN 978-3-7030-0485-8